# Aligia bifasciata
Aligia bifasciata är en insektsart som beskrevs av Hepner 1939. Aligia bifasciata ingår i släktet Aligia och familjen dvärgstritar. Inga underarter finns listade i Catalogue of Life.